# Taio Cruz/Auszeichnungen für Musikverkäufe

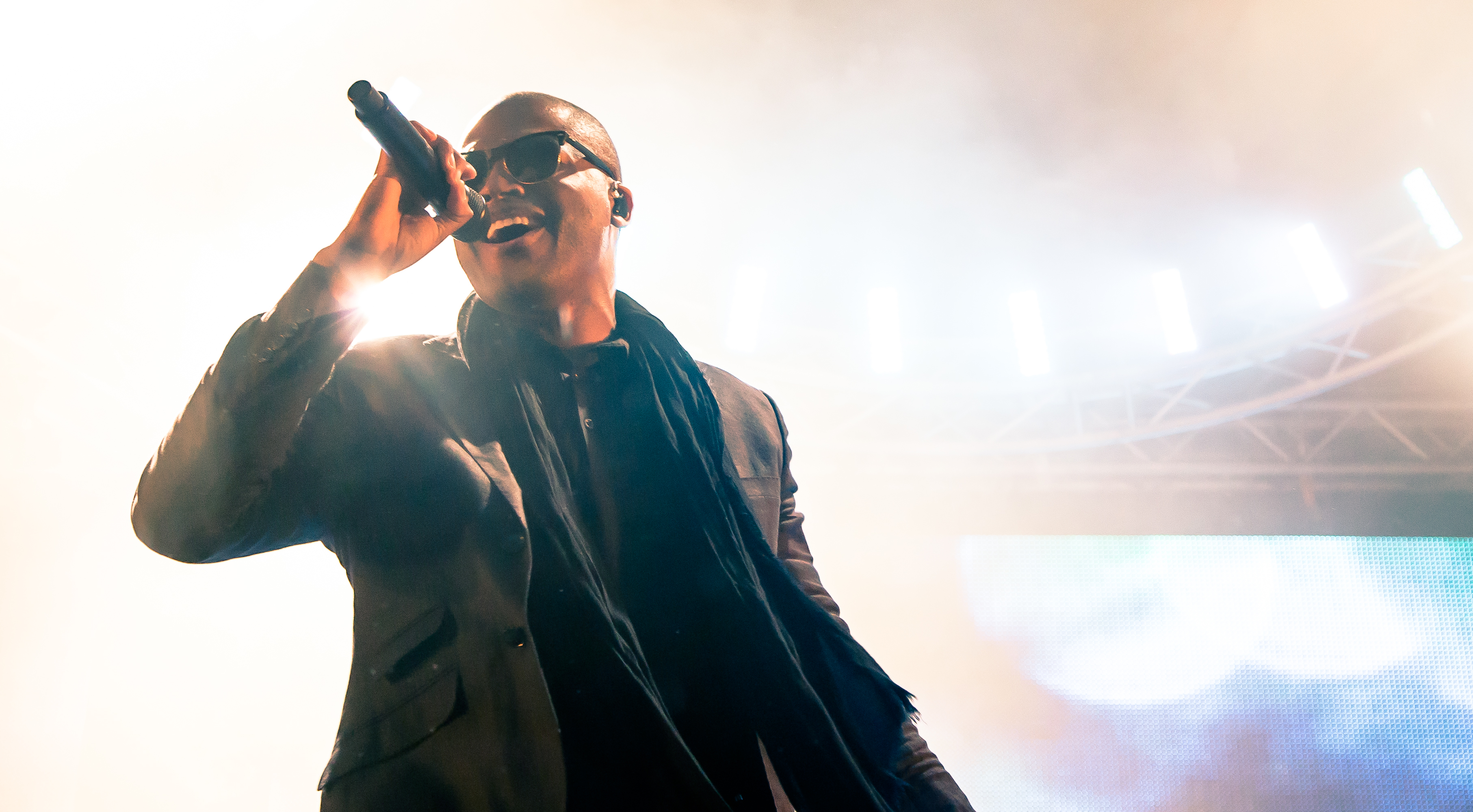
Taio Cruz (2012)

Dies ist eine Übersicht über die Auszeichnungen für Musikverkäufe des britischen R&B-Sängers Taio Cruz. Die Auszeichnungen finden sich nach ihrer Art (Gold, Platin usw.), nach Staaten getrennt in chronologischer Reihenfolge, geordnet sowie nach den Tonträgern selbst, ebenfalls in chronologischer Reihenfolge, getrennt nach Medium (Alben, Singles usw.), wieder.

## Auszeichnungen
| - Vereinigtes Königreich - 2013: für die Single Dirty Picture - 2013: für die Autorenbeteiligung I’m Into You (Jennifer Lopez) - 2021: für die Single She’s Like a Star - 2023: für die Single Hangover - Australien - 2010: für das Album Rokstarr - 2010: für die Single Dirty Picture - 2011: für die Single Higher (feat. Kylie Minogue) - Belgien - 2010: für die Single Break Your Heart (feat. Ludacris) - 2010: für die Single Dynamite - 2011: für die Autorenbeteiligung Without You (David Guetta) - 2012: für die Single Little Bad Girl - 2013: für die Single Hangover - Brasilien - 2024: für die Single Higher (feat. Kylie Minogue) - Dänemark - 2011: für die Autorenbeteiligung Without You (David Guetta) - 2013: für die Single Hangover - Deutschland - 2012: für die Single Little Bad Girl - 2012: für die Autorenbeteiligung Without You (David Guetta) - 2018: für die Single World in Our Hands - 2020: für das Album Rokstarr - 2023: für das Album TY.O - 2023: für die Autorenbeteiligung I’m Into You (Jennifer Lopez) - Indonesien - 2011: für das Album Rokstarr - Italien - 2011: für die Autorenbeteiligung I’m Into You (Jennifer Lopez) - 2024: für die Single Break Your Heart (feat. Ludacris) - Kanada - 2012: für das Album Rokstarr - 2012: für die Autorenbeteiligung I’m Into You (Jennifer Lopez) - Neuseeland - 2010: für die Single Break Your Heart (feat. Ludacris) - 2011: für die Single Higher (feat. Kylie Minogue) - 2011: für die Single Dirty Picture - 2012: für die Single Hangover - Österreich - 2010: für die Single Break Your Heart (feat. Ludacris) - 2012: für das Album Rokstarr - 2012: für das Album TY.O - 2012: für die Single Little Bad Girl - 2012: für die Autorenbeteiligung Without You (David Guetta) - Schweden - 2010: für die Single Break Your Heart (feat. Ludacris) - 2011: für die Single Higher (feat. Kylie Minogue) - Schweiz - 2011: für die Single Little Bad Girl - 2011: für die Autorenbeteiligung I’m Into You (Jennifer Lopez) - 2012: für die Single There She Goes - Singapur - 2019: für das Album Rokstarr - Spanien - 2024: für die Autorenbeteiligung Without You (David Guetta) - 2024: für die Single Hangover - 2024: für die Single Break Your Heart (feat. Ludacris) - Vereinigte Staaten - 2012: für die Autorenbeteiligung I’m Into You (Jennifer Lopez) - Vereinigtes Königreich - 2008: für das Album Departure - 2013: für das Album The Rokstarr Collection - 2016: für die Autorenbeteiligung Kiss Me (Olly Murs) - 2022: für die Single Higher (feat. Kylie Minogue) - 2022: für die Autorenbeteiligung Never Leave You (Tinchy Stryder) - 2023: für das Album Rokstarr - 2025: für die Single Take Me Back | - Australien - 2011: für die Single Little Bad Girl - 2012: für die Single Troublemaker - Brasilien - 2024: für die Single Break Your Heart (Solo-Version) - 2024: für die Single Hangover - Dänemark - 2012: für das Streaming Little Bad Girl - 2023: für die Single Break Your Heart (Solo-Version) - Deutschland - 2018: für die Single Higher (feat. Kylie Minogue) - Italien - 2021: für die Single Dynamite - 2021: für die Single Hangover - Kanada - 2012: für die Single Higher (feat. Travie McCoy) - Neuseeland - 2011: für die Autorenbeteiligung Without You (David Guetta) - 2021: für das Album Rokstarr - Österreich - 2011: für die Single Dynamite - 2011: für die Single Higher (feat. Kylie Minogue) - Schweden - 2010: für die Single Dynamite - Schweiz - 2011: für die Single Dynamite - 2011: für die Single Higher (feat. Kylie Minogue) - 2012: für die Autorenbeteiligung Without You (David Guetta) - Spanien - 2024: für die Single Dynamite - Vereinigte Staaten - 2011: für die Single Higher (feat. Travie McCoy) - Vereinigtes Königreich - 2017: für die Autorenbeteiligung Without You (David Guetta) - 2025: für die Single Shine a Light - Deutschland - 2023: für die Single There She Goes - Australien - 2010: für die Single Break Your Heart (feat. Ludacris) - Dänemark - 2012: für das Streaming Hangover - 2012: für das Streaming Without You (David Guetta) - 2024: für die Single Dynamite - Deutschland - 2023: für die Single Break Your Heart (feat. Ludacris) - Österreich - 2012: für die Single Hangover - Schweden - 2012: für die Single Hangover - Schweiz - 2012: für die Single Break Your Heart (feat. Ludacris) - Vereinigte Staaten - 2012: für die Autorenbeteiligung Without You (David Guetta) - Vereinigtes Königreich - 2025: für die Single Break Your Heart (Solo-Version) | - Deutschland - 2023: für die Single Dynamite - Deutschland - 2023: für die Single Hangover - Italien - 2012: für die Autorenbeteiligung Without You (David Guetta) - Kanada - 2012: für die Single Break Your Heart (feat. Ludacris) - Schweiz - 2012: für die Single Hangover - Vereinigte Staaten - 2010: für die Single Break Your Heart (feat. Ludacris) - Vereinigtes Königreich - 2024: für die Single Dynamite - Australien - 2012: für die Single Hangover - 2013: für die Autorenbeteiligung Without You (David Guetta) - Neuseeland - 2023: für die Single Dynamite - Kanada - 2012: für die Single Dynamite - Australien - 2012: für die Single Dynamite - Vereinigte Staaten - 2013: für die Single Dynamite - Brasilien - 2024: für die Single Dynamite |

## Auszeichnungen nach Alben

### Departure
| Land/Region                  | Auszeichnungen für Musikverkäufe (Land/Region, Auszeichnung, Verkäufe) | Verkäufe |
| ---------------------------- | ---------------------------------------------------------------------- | -------- |
| Vereinigtes Königreich (BPI) | Gold                                                                   | 100.000  |
| Insgesamt                    | 1× Gold ·                                                              | 100.000  |

### Rokstarr
| Land/Region                  | Auszeichnungen für Musikverkäufe (Land/Region, Auszeichnung, Verkäufe) | Verkäufe |
| ---------------------------- | ---------------------------------------------------------------------- | -------- |
| Australien (ARIA)            | Gold                                                                   | 35.000   |
| Deutschland (BVMI)           | Gold                                                                   | 100.000  |
| Indonesien (ASIRI)           | Gold                                                                   | 10.000   |
| Kanada (MC)                  | Gold                                                                   | 40.000   |
| Neuseeland (RMNZ)            | Platin                                                                 | 15.000   |
| Österreich (IFPI)            | Gold                                                                   | 10.000   |
| Singapur (RIAS)              | Gold                                                                   | 5.000    |
| Vereinigtes Königreich (BPI) | Gold                                                                   | 100.000  |
| Insgesamt                    | 7× Gold · 1× Platin ·                                                  | 315.000  |

### The Rokstarr Collection
| Land/Region                  | Auszeichnungen für Musikverkäufe (Land/Region, Auszeichnung, Verkäufe) | Verkäufe |
| ---------------------------- | ---------------------------------------------------------------------- | -------- |
| Vereinigtes Königreich (BPI) | Gold                                                                   | 100.000  |
| Insgesamt                    | 1× Gold ·                                                              | 100.000  |

### TY.O
| Land/Region        | Auszeichnungen für Musikverkäufe (Land/Region, Auszeichnung, Verkäufe) | Verkäufe |
| ------------------ | ---------------------------------------------------------------------- | -------- |
| Deutschland (BVMI) | Gold                                                                   | 100.000  |
| Österreich (IFPI)  | Gold                                                                   | 10.000   |
| Insgesamt          | 2× Gold ·                                                              | 110.000  |

## Auszeichnungen nach Singles

### She’s Like a Star
| Land/Region                  | Auszeichnungen für Musikverkäufe (Land/Region, Auszeichnung, Verkäufe) | Verkäufe |
| ---------------------------- | ---------------------------------------------------------------------- | -------- |
| Vereinigtes Königreich (BPI) | Silber                                                                 | 200.000  |
| Insgesamt                    | 1× Silber ·                                                            | 200.000  |

### Take Me Back
| Land/Region                  | Auszeichnungen für Musikverkäufe (Land/Region, Auszeichnung, Verkäufe) | Verkäufe |
| ---------------------------- | ---------------------------------------------------------------------- | -------- |
| Vereinigtes Königreich (BPI) | Gold                                                                   | 400.000  |
| Insgesamt                    | 1× Gold ·                                                              | 400.000  |

### Break Your Heart
| Land/Region                  | Auszeichnungen für Musikverkäufe (Land/Region, Auszeichnung, Verkäufe) | Verkäufe  |
| ---------------------------- | ---------------------------------------------------------------------- | --------- |
| Australien (ARIA)            | 2× Platin                                                              | 140.000   |
| Belgien (BRMA)               | Gold                                                                   | 15.000    |
| Brasilien (PMB)              | Platin                                                                 | 60.000    |
| Dänemark (IFPI)              | Platin                                                                 | 90.000    |
| Deutschland (BVMI)           | 2× Platin                                                              | 600.000   |
| Frankreich (SNEP)            | —                                                                      | 137.000   |
| Italien (FIMI)               | Gold                                                                   | 50.000    |
| Kanada (MC)                  | 3× Platin                                                              | 240.000   |
| Neuseeland (RMNZ)            | Gold                                                                   | 7.500     |
| Österreich (IFPI)            | Gold                                                                   | 15.000    |
| Schweden (IFPI)              | Gold                                                                   | 20.000    |
| Schweiz (IFPI)               | 2× Platin                                                              | 60.000    |
| Spanien (Promusicae)         | Gold                                                                   | 30.000    |
| Südkorea (KMCA)              | —                                                                      | 201.288   |
| Vereinigte Staaten (RIAA)    | 3× Platin                                                              | 3.000.000 |
| Vereinigtes Königreich (BPI) | 2× Platin                                                              | 1.200.000 |
| Insgesamt                    | 6× Gold · 16× Platin ·                                                 | 5.865.788 |

### Dirty Picture
| Land/Region                  | Auszeichnungen für Musikverkäufe (Land/Region, Auszeichnung, Verkäufe) | Verkäufe |
| ---------------------------- | ---------------------------------------------------------------------- | -------- |
| Australien (ARIA)            | Gold                                                                   | 35.000   |
| Neuseeland (RMNZ)            | Gold                                                                   | 7.500    |
| Vereinigtes Königreich (BPI) | Silber                                                                 | 200.000  |
| Insgesamt                    | 1× Silber · 2× Gold ·                                                  | 242.500  |

### Dynamite
| Land/Region                  | Auszeichnungen für Musikverkäufe (Land/Region, Auszeichnung, Verkäufe) | Verkäufe   |
| ---------------------------- | ---------------------------------------------------------------------- | ---------- |
| Australien (ARIA)            | 7× Platin                                                              | 490.000    |
| Belgien (BRMA)               | Gold                                                                   | 15.000     |
| Brasilien (PMB)              | Diamant                                                                | 250.000    |
| Dänemark (IFPI)              | 2× Platin                                                              | 180.000    |
| Deutschland (BVMI)           | 5× Gold                                                                | 750.000    |
| Frankreich (SNEP)            | —                                                                      | 107.800    |
| Italien (FIMI)               | Platin                                                                 | 70.000     |
| Kanada (MC)                  | 5× Platin                                                              | 400.000    |
| Neuseeland (RMNZ)            | 4× Platin                                                              | 120.000    |
| Österreich (IFPI)            | Platin                                                                 | 30.000     |
| Schweden (IFPI)              | Platin                                                                 | 40.000     |
| Schweiz (IFPI)               | Platin                                                                 | 30.000     |
| Spanien (Promusicae)         | Platin                                                                 | 60.000     |
| Vereinigte Staaten (RIAA)    | 8× Platin                                                              | 8.000.000  |
| Vereinigtes Königreich (BPI) | 3× Platin                                                              | 1.800.000  |
| Insgesamt                    | 2× Gold · 36× Platin · 1× Diamant ·                                    | 12.342.800 |

### Shine a Light
| Land/Region                  | Auszeichnungen für Musikverkäufe (Land/Region, Auszeichnung, Verkäufe) | Verkäufe |
| ---------------------------- | ---------------------------------------------------------------------- | -------- |
| Vereinigtes Königreich (BPI) | Platin                                                                 | 600.000  |
| Insgesamt                    | 1× Platin ·                                                            | 600.000  |

### Higher
| Land/Region                  | Auszeichnungen für Musikverkäufe (Land/Region, Auszeichnung, Verkäufe) | Verkäufe  |
| ---------------------------- | ---------------------------------------------------------------------- | --------- |
| Australien (ARIA)            | Gold                                                                   | 35.000    |
| Brasilien (PMB)              | Gold                                                                   | 30.000    |
| Deutschland (BVMI)           | Platin                                                                 | 300.000   |
| Frankreich (SNEP)            | —                                                                      | 68.800    |
| Kanada (MC)                  | Platin                                                                 | 80.000    |
| Neuseeland (RMNZ)            | Gold                                                                   | 7.500     |
| Österreich (IFPI)            | Platin                                                                 | 30.000    |
| Schweden (IFPI)              | Gold                                                                   | 20.000    |
| Schweiz (IFPI)               | Platin                                                                 | 30.000    |
| Vereinigtes Königreich (BPI) | Gold                                                                   | 400.000   |
| Vereinigte Staaten (RIAA)    | Platin                                                                 | 1.000.000 |
| Insgesamt                    | 5× Gold · 5× Platin ·                                                  | 2.001.300 |

### Little Bad Girl
| Land/Region                  | Auszeichnungen für Musikverkäufe (Land/Region, Auszeichnung, Verkäufe) | Verkäufe |
| ---------------------------- | ---------------------------------------------------------------------- | -------- |
| Australien (ARIA)            | Platin                                                                 | 70.000   |
| Belgien (BRMA)               | Gold                                                                   | 15.000   |
| Deutschland (BVMI)           | Gold                                                                   | 150.000  |
| Frankreich (SNEP)            | —                                                                      | 82.900   |
| Österreich (IFPI)            | Gold                                                                   | 15.000   |
| Schweiz (IFPI)               | Gold                                                                   | 15.000   |
| Vereinigtes Königreich (BPI) | Gold                                                                   | 400.000  |
| Insgesamt                    | 5× Gold · 1× Platin ·                                                  | 747.900  |

### Hangover
| Land/Region                  | Auszeichnungen für Musikverkäufe (Land/Region, Auszeichnung, Verkäufe) | Verkäufe  |
| ---------------------------- | ---------------------------------------------------------------------- | --------- |
| Australien (ARIA)            | 4× Platin                                                              | 280.000   |
| Belgien (BRMA)               | Gold                                                                   | 15.000    |
| Brasilien (PMB)              | Platin                                                                 | 60.000    |
| Dänemark (IFPI)              | Gold                                                                   | 15.000    |
| Deutschland (BVMI)           | 3× Platin                                                              | 900.000   |
| Italien (FIMI)               | Platin                                                                 | 70.000    |
| Neuseeland (RMNZ)            | Gold                                                                   | 7.500     |
| Österreich (IFPI)            | 2× Platin                                                              | 60.000    |
| Schweden (IFPI)              | 2× Platin                                                              | 80.000    |
| Schweiz (IFPI)               | 3× Platin                                                              | 90.000    |
| Spanien (Promusicae)         | Gold                                                                   | 30.000    |
| Vereinigtes Königreich (BPI) | Silber                                                                 | 200.000   |
| Insgesamt                    | 1× Silber · 4× Gold · 16× Platin ·                                     | 1.807.500 |

### Troublemaker
| Land/Region        | Auszeichnungen für Musikverkäufe (Land/Region, Auszeichnung, Verkäufe) | Verkäufe |
| ------------------ | ---------------------------------------------------------------------- | -------- |
| Australien (ARIA)  | Platin                                                                 | 70.000   |
| Deutschland (BVMI) | Gold                                                                   | 150.000  |
| Schweiz (IFPI)     | Platin                                                                 | 30.000   |
| Insgesamt          | 1× Gold · 2× Platin ·                                                  | 250.000  |

### There She Goes
| Land/Region        | Auszeichnungen für Musikverkäufe (Land/Region, Auszeichnung, Verkäufe) | Verkäufe |
| ------------------ | ---------------------------------------------------------------------- | -------- |
| Deutschland (BVMI) | 3× Gold                                                                | 450.000  |
| Schweiz (IFPI)     | Gold                                                                   | 15.000   |
| Insgesamt          | 2× Gold · 1× Platin ·                                                  | 465.000  |

### World in Our Hands
| Land/Region        | Auszeichnungen für Musikverkäufe (Land/Region, Auszeichnung, Verkäufe) | Verkäufe |
| ------------------ | ---------------------------------------------------------------------- | -------- |
| Deutschland (BVMI) | Gold                                                                   | 150.000  |
| Insgesamt          | 1× Gold ·                                                              | 150.000  |

## Auszeichnungen nach Autorenbeteiligungen

### Never Leave You (Tinchy Stryder)
| Land/Region                  | Auszeichnungen für Musikverkäufe (Land/Region, Auszeichnung, Verkäufe) | Verkäufe |
| ---------------------------- | ---------------------------------------------------------------------- | -------- |
| Vereinigtes Königreich (BPI) | Gold                                                                   | 400.000  |
| Insgesamt                    | 1× Gold ·                                                              | 400.000  |

### Kiss Me (Olly Murs)
| Land/Region                  | Auszeichnungen für Musikverkäufe (Land/Region, Auszeichnung, Verkäufe) | Verkäufe |
| ---------------------------- | ---------------------------------------------------------------------- | -------- |
| Vereinigtes Königreich (BPI) | Gold                                                                   | 400.000  |
| Insgesamt                    | 1× Gold ·                                                              | 400.000  |

### I’m Into You(Jennifer Lopez)
| Land/Region                  | Auszeichnungen für Musikverkäufe (Land/Region, Auszeichnung, Verkäufe) | Verkäufe  |
| ---------------------------- | ---------------------------------------------------------------------- | --------- |
| Deutschland (BVMI)           | Gold                                                                   | 150.000   |
| Italien (FIMI)               | Gold                                                                   | 15.000    |
| Kanada (MC)                  | Gold                                                                   | 40.000    |
| Schweiz (IFPI)               | Gold                                                                   | 15.000    |
| Vereinigte Staaten (RIAA)    | Gold                                                                   | 601.000   |
| Vereinigtes Königreich (BPI) | Silber                                                                 | 313.000   |
| Insgesamt                    | 1× Silber · 5× Gold ·                                                  | 1.134.000 |

### Without You(David Guetta)
| Land/Region                  | Auszeichnungen für Musikverkäufe (Land/Region, Auszeichnung, Verkäufe) | Verkäufe  |
| ---------------------------- | ---------------------------------------------------------------------- | --------- |
| Australien (ARIA)            | 4× Platin                                                              | 280.000   |
| Belgien (BRMA)               | Gold                                                                   | 15.000    |
| Dänemark (IFPI)              | Gold                                                                   | 15.000    |
| Deutschland (BVMI)           | Gold                                                                   | 150.000   |
| Frankreich (SNEP)            | —                                                                      | 82.900    |
| Italien (FIMI)               | 3× Platin                                                              | 90.000    |
| Neuseeland (RMNZ)            | Platin                                                                 | 15.000    |
| Österreich (IFPI)            | Gold                                                                   | 15.000    |
| Schweiz (IFPI)               | Platin                                                                 | 30.000    |
| Spanien (Promusicae)         | Gold                                                                   | 30.000    |
| Vereinigte Staaten (RIAA)    | 2× Platin                                                              | 2.935.000 |
| Vereinigtes Königreich (BPI) | Platin                                                                 | 920.000   |
| Insgesamt                    | 5× Gold · 12× Platin ·                                                 | 4.377.900 |

## Auszeichnungen nach Musikstreaming

### Little Bad Girl
| Land/Region     | Auszeichnungen für Musikverkäufe (Land/Region, Auszeichnung, Verkäufe) | Verkäufe |
| --------------- | ---------------------------------------------------------------------- | -------- |
| Dänemark (IFPI) | Platin                                                                 | 900.000  |
| Insgesamt       | 1× Platin ·                                                            | 900.000  |

### Hangover
| Land/Region     | Auszeichnungen für Musikverkäufe (Land/Region, Auszeichnung, Verkäufe) | Verkäufe  |
| --------------- | ---------------------------------------------------------------------- | --------- |
| Dänemark (IFPI) | 2× Platin                                                              | 1.800.000 |
| Insgesamt       | 2× Platin ·                                                            | 1.800.000 |

### Without You
| Land/Region     | Auszeichnungen für Musikverkäufe (Land/Region, Auszeichnung, Verkäufe) | Verkäufe  |
| --------------- | ---------------------------------------------------------------------- | --------- |
| Dänemark (IFPI) | 2× Platin                                                              | 1.800.000 |
| Insgesamt       | 2× Platin ·                                                            | 1.800.000 |

## Statistik und Quellen
| Land/RegionAuszeichnungen für Musikverkäufe (Land/Region, Auszeichnungen, Verkäufe, Quellen) | Silber     | Gold       | Platin       | Diamant  | Verkäufe   | Quellen                                                                               |
| -------------------------------------------------------------------------------------------- | ---------- | ---------- | ------------ | -------- | ---------- | ------------------------------------------------------------------------------------- |
| Australien (ARIA)                                                                            | —          | 3× Gold3   | 19× Platin19 | —        | 1.435.000  | aria.com.au                                                                           |
| Belgien (BRMA)                                                                               | —          | 5× Gold5   | —            | —        | 75.000     | ultratop.be                                                                           |
| Brasilien (PMB)                                                                              | —          | Gold1      | 2× Platin2   | Diamant1 | 400.000    | pro-musicabr.org.br                                                                   |
| Dänemark (IFPI)                                                                              | —          | 2× Gold2   | 8× Platin8   | —        | 300.000    | ifpi.dk                                                                               |
| Deutschland (BVMI)                                                                           | —          | 9× Gold9   | 9× Platin9   | —        | 3.950.000  | musikindustrie.de                                                                     |
| Frankreich (SNEP)                                                                            | —          | —          | —            | —        | 479.400    | Einzelnachweise                                                                       |
| Indonesien (ASIRI)                                                                           | —          | Gold1      | —            | —        | 10.000     | Einzelnachweise                                                                       |
| Italien (FIMI)                                                                               | —          | 2× Gold2   | 5× Platin5   | —        | 295.000    | fimi.it                                                                               |
| Kanada (MC)                                                                                  | —          | 2× Gold2   | 9× Platin9   | —        | 800.000    | musiccanada.com                                                                       |
| Neuseeland (RMNZ)                                                                            | —          | 4× Gold4   | 6× Platin6   | —        | 180.000    | aotearoamusiccharts.co.nz NZ2 (Memento vom 24. Juli 2011 im Internet Archive) NZ3 NZ4 |
| Österreich (IFPI)                                                                            | —          | 5× Gold5   | 4× Platin4   | —        | 185.000    | ifpi.at AT2                                                                           |
| Schweden (IFPI)                                                                              | —          | 2× Gold2   | 3× Platin3   | —        | 160.000    | sverigetopplistan.se                                                                  |
| Schweiz (IFPI)                                                                               | —          | 3× Gold3   | 9× Platin9   | —        | 315.000    | hitparade.ch                                                                          |
| Singapur (RIAS)                                                                              | —          | Gold1      | —            | —        | 5.000      | rias.org.sg                                                                           |
| Spanien (Promusicae)                                                                         | —          | 3× Gold3   | Platin1      | —        | 150.000    | elportaldemusica.es                                                                   |
| Südkorea (KMCA)                                                                              | —          | —          | —            | —        | 201.288    | Einzelnachweise                                                                       |
| Vereinigte Staaten (RIAA)                                                                    | —          | Gold1      | 14× Platin14 | —        | 15.536.000 | riaa.com                                                                              |
| Vereinigtes Königreich (BPI)                                                                 | 4× Silber4 | 8× Gold8   | 7× Platin7   | —        | 7.733.000  | bpi.co.uk                                                                             |
| Insgesamt                                                                                    | 4× Silber4 | 52× Gold52 | 96× Platin96 | Diamant1 |            |                                                                                       |